# Mała Wieś (powiat płocki)
Mała Wieś – wieś sołeka w Polsce, położona w województwie mazowieckim, w powiecie płockim, w gminie Mała Wieś. Siedziba gminy Mała Wieś, a także parafii pw. św. Maksymiliana Kolbego.
W latach 1954–1972 wieś należała i była siedzibą władz gromady Mała Wieś. W latach 1975–1998 wieś należała administracyjnie do województwa płockiego.

## Integralne części wsi
| SIMC    | Nazwa               | Rodzaj    |
| ------- | ------------------- | --------- |
| 1059857 | Mała Wieś-Cukrownia | część wsi |
| 1059870 | Parcele             | część wsi |

## Historia
Pierwsze wzmianki o istnieniu osady pochodzą z 1435, kiedy to Mała Wieś była gniazdem rodzinnym Małowieskich herbu Gozdawa. Wieś szlachecka położona była w drugiej połowie XVI wieku w ziemi wyszogrodzkiej. W XVIII i XIX wieku wieś należała do rodu Nakwaskich. Anna Nakwaska założyła tu na początku XIX wieku ogród w stylu angielskim, gdzie wybudowano oranżerię i tzw. domek szwajcarski, ustawiono altany i rzeźby. Jej małżonek Franciszek Salezy Nakwaski przebywając w Małej Wsi napisał „Pamiętniki życia”. Spadkobiercami majątku był syn Anny i Franciszka – Mirosław Henryk Nakwaski, który po udziale w powstaniu listopadowym musiał emigrować razem z żoną Karoliną do Szwajcarii, później do Francji. Do Małej Wsi (wówczas Maławieś) wróciła córka Karoliny i Mirosława, również Karolina. Osiadła tutaj wraz z mężem Cyprianem Walewskim, który po jej śmierci sprzedał tutejszy majątek Aleksandrowi Przeździeckiemu (1870). Dwór spłonął w 1915, park istnieje do czasów obecnych.
W 1960 roku przed zbiorczą szkołą gminną odsłonięto pomnik upamiętniający wymarsz oddziałów Gwardii Ludowej do walki z hitlerowcami. Oddział został sformowany m.in. z mieszkańców Małej Wsi. Pomnik został usunięty w ramach akcji usuwania symboli komunistycznych.

## Obiekty historyczne i zabytkowe
- Pozostałość parku angielskiego z I poł. XIX wieku (7,5 ha) z rozbudowanym dawniej systemem stawów i kanałów. Liczny starodrzew.
- Zabudowania gospodarcze z XIX wieku (obora i spichlerz).
- Zabudowania cukrowni z 1898, wybudował ją Stanisław Sonnenberg.
- Kamienna figura św. Jana Nepomucena ufundowana przez Klemensa Nakwaskiego w 1799.